# Cabiria
Cabiria er en italiensk stumfilm fra 1914 af Giovanni Pastrone.

## Medvirkende
- Carolina Catena som Cabiria da piccola.
- Lidia Quaranta som Cabiria.
- Teresa Marangoni som Croessa.
- Dante Testa som Karthalo.
- Umberto Mozzato som Fulvio Axilla.